# Walter Kreisel
Walter Kreisel (* 22. September 1929 in Sandraschütz, heute Sądrożyce, Gmina Twardogóra; † 6. März 2025) war ein deutscher Bildhauer.

## Leben und Werk
Kreisel studierte von 1952 bis 1958 am Repin-Institut der Akademie der Künste der UdSSR in Leningrad. Anschließend war er Aspirant an der Hochschule für Bildende Künste in Berlin. Kreisel arbeitete seit 1961 als Bildhauer in Frankfurt (Oder). Mit dem Maler Werner Voigt schloss er damals entsprechend dem SED-Aufruf „Künstler in die Betriebe“ einen Freundschaftsvertrag mit dem Halbleiterwerk Frankfurt. Für eine monatliche Unterstützung von je 400 DDR-Mark organisierten sie die künstlerische Betätigung der Beschäftigten des Werkes und leiteten Mal- und Zeichenzirkel.
Kreisel gehörte zu den wichtigen zeitgenössischen Künstlern Frankfurts, in dessen Stadtraum sich einige seiner Werke befinden.

## Ehrungen
- 1984: Ehrenmedaille des DTSB[4]
- 1984: Theodor-Körner-Preis
- 2019: Eintrag in das Goldene Ehrenbuch der Stadt Frankfurt/Oder[5]

## Werke (Auswahl)

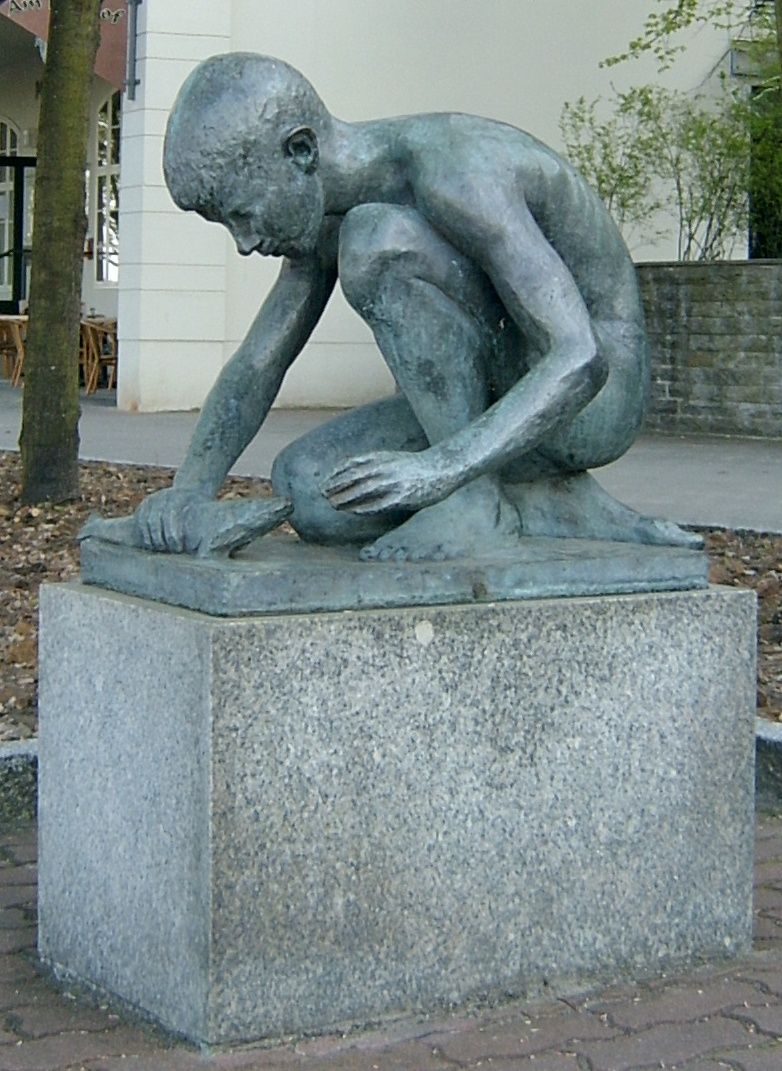
Bronzeplastik Junge mit Fisch in Frankfurt (Oder)

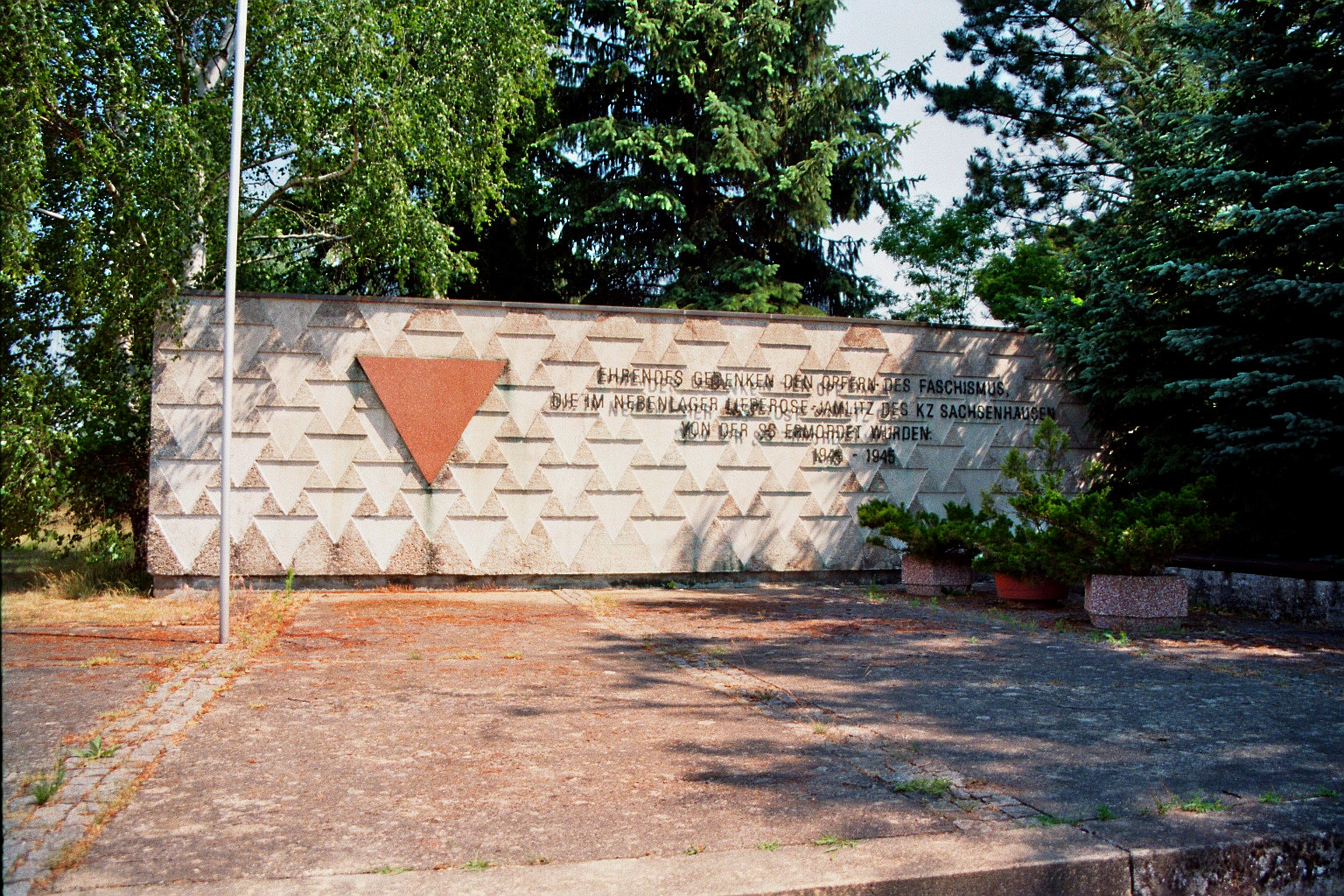
Mahnmal gegen Faschismus und Krieg in Lieberose

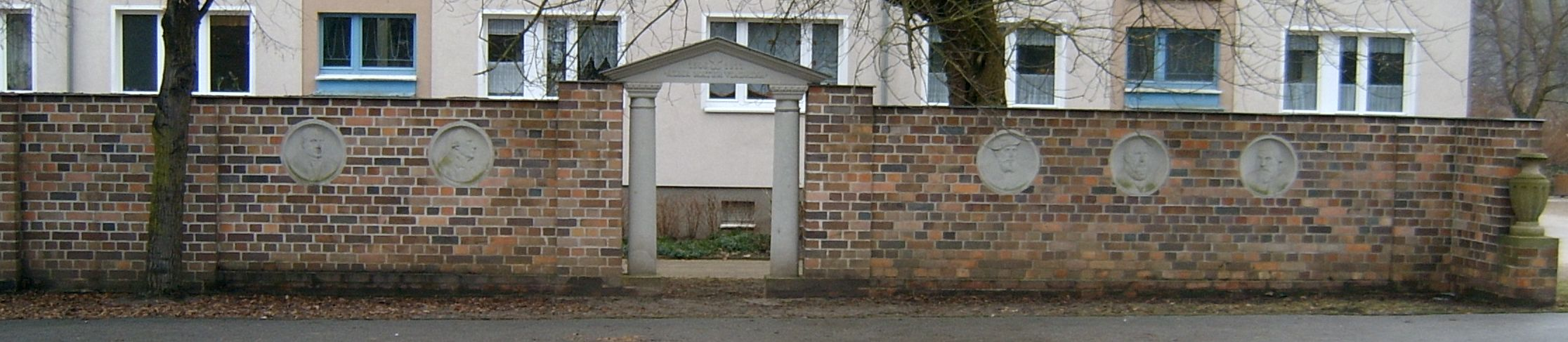
Reliefwand Geschichte der Alten Universität in Frankfurt (Oder)

- Mahnmal im vormaligen KZ Lieberose (Reliefwand, 1973, Lieberose)
- Bernhard Grünert, Held der Arbeit (Büste, Bronze, 1962)[6]
- Juri Gagarin (Büste, Bronze, 1963)[7]
- Gedenkstein für Friedrich Loeffler (Reliefwand, Kunststein, 1963, Frankfurt (Oder)-Markendorf, Gelände des ehemaligen Halbleiterwerks)
- Lucie Hein (Porträtbüste, Bronze, Frankfurt (Oder), Bischofstraße 10 (eingelagert))
- Werner Seelenbinder (Eingangsbereich des Stadions der Freundschaft, Frankfurt (Oder))
- Ernst Thälmann (Büste, Bronze, Kleistpark, Frankfurt (Oder))

- Junge mit Fisch (Skulptur, Bronze, 1970, Frankfurt (Oder), Oderpromenade)[5]
- Spielende Bären (Skulptur, Kunststein, 1977, Frankfurt (Oder), Paulinenhofsiedlung)
- Erntehelferin (Skulptur, Bronze, 1977, Frankfurt (Oder)-Markendorf, Grünfläche an der Müllroser Chaussee)[8]
- Erntehelferin (Skulptur, Bronze, 1977, Seelow, Kulturhaus „Erich Weinert“)
- Vier Relieftondi (Reliefs, Sandstein, 1978, Frankfurt (Oder), Rathaus)
- Zur Geschichte der Alten Universität (Reliefwand, Backstein mit Sandstein- und Bronzereliefs, 1986, Frankfurt (Oder), An der Alten Universität)
- Pferde (Relief, Sandstein, 1988, Frankfurt (Oder), Große Scharrnstraße)
- Carl Philipp Emanuel Bach, Relief in Bronze, Ø 11 cm, Zum Frankfurter Bachfest anlässlich des 200. Todestages des Komponisten[9]

- Vase mit Medaillon (Skulptur, Sandstein, 1990, Frankfurt (Oder), Park an der St. Gertraud Kirche)

## Ausstellungen (mutmaßlich unvollständig)

### Einzelausstellungen
- 1989: Frankfurt (Oder)

### Teilnahme an zentral oder regional wichtigen Ausstellungen in der DDR
- 1962/1963: Dresden, Fünfte Deutsche Kunstausstellung
- 1969: Leipzig, Messehaus am Markt („Kunst und Sport“)
- 1974, 1976, 1979 und 1985: Frankfurt (Oder), Bezirkskunstausstellungen